# Communion (album Years & Years)
Communion este primul album de debut al formației de muzică electronică britanică Years & Years. Acesta a fost lansat pe 10 iulie 2015 de Polydor Records.

## Single-uri
"Real" a fost primul single lansat pe 17 februarie 2014, care face parte din album.
"Take Shelter" este al doilea single de pe album lansat pe 18 august 2014.
"Desire" a fost lansat pe 23 noiembrie 2014.
"King" a fost lansat pe 27 februarie 2015, ajungând pe primul loc în topurile UK, iar internațional, a atins maximul în top 10 în Australia, Austria, Bulgaria, Denmarca, Germania, Luxembourg, Olanda, Republica Irlandeză și Elveția.
"Shine" a fost lansat pe 5 iulie 2015, care a ajuns pe locul al doilea în topul UK Singles Chart.
"Eyes Shut" a fost lansat pe 13 noiembrie 2015. Videopclipul piesei a fost lansat pe 27 septembrie 2015, care ilustrează o lume apocaliptică la periferia orașului Sofia, din Bulgaria.
O nouă versiune a piesei "Desire ft. Tove Lo" a fost lansata pe 4 martie 2016.

## Listă piese
| Communion – Ediție standard |                |                                                          |                                                 |         |  |
| Nr.                         | Titlu          | Autor(i)                                                 | Producător(i)                                   | Lungime |  |
| 1.                          | „Foundation”   | Olly Alexander Emre Turkmen Michael Goldsworthy          | Mark Ralph Years & Years                        | 2:58    |  |
| 2.                          | „Real”         | Alexander Turkmen Goldsworthy                            | Years & Years Andy Smith Ralph                  | 4:10    |  |
| 3.                          | „Shine”        | Alexander Turkmen Goldsworthy Greg Kurstin               | Years & Years Ralph                             | 4:14    |  |
| 4.                          | „Take Shelter” | Alexander Turkmen Goldsworthy Andy Smith Kid Harpoon     | Years & Years Smith Ralph                       | 4:07    |  |
| 5.                          | „Worship”      | Alexander Turkmen Goldsworthy Hull TMS (production team) | Ralph Years & Years TMS (production team)       | 3:40    |  |
| 6.                          | „Eyes Shut”    | Alexander Turkmen Goldsworthy                            | Ralph Years & Years Two Inch Punch Mike Spencer | 3:18    |  |
| 7.                          | „Ties”         | Alexander Turkmen Goldsworthy Mark Ralph                 | Ralph Years & Years                             | 3:46    |  |
| 8.                          | „King”         | Alexander Turkmen Goldsworthy Ralph Smith                | Ralph Years & Years Smith                       | 3:35    |  |
| 9.                          | „Desire”       | Alexander Turkmen Goldsworthy Hull                       | Ralph Two Inch Punch Years & Years              | 3:25    |  |
| 10.                         | „Gold”         | Alexander Turkmen Goldsworthy Ralph                      | Ralph Years & Years                             | 3:59    |  |
| 11.                         | „Without”      | Alexander Turkmen Goldsworthy Ralph                      | Ralph Years & Years                             | 3:30    |  |
| 12.                         | „Border”       | Alexander Turkmen Goldsworthy                            | Ralph Years & Years                             | 4:22    |  |
| 13.                         | „Memo”         | Alexander Turkmen Goldsworthy                            | Years & Years Ralph                             | 3:22    |  |

| Communion – Ediție Deluxe (bonus tracks) |                            |                                           |                     |         |  |
| Nr.                                      | Titlu                      | Autor(i)                                  | Producător(i)       | Lungime |  |
| 14.                                      | „1977”                     | Alexander Turkmen Goldsworthy             | Ralph Years & Years | 3:00    |  |
| 15.                                      | „Ready for You” (Acoustic) | Alexander Turkmen Goldsworthy             | Ralph Years & Years | 3:17    |  |
| 16.                                      | „I Want to Love”           | Alexander Turkmen Goldsworthy             | Ralph Years & Years | 2:21    |  |
| 17.                                      | „King” (Acoustic)          | Alexander Turkmen Goldsworthy Ralph Smith |                     | 4:03    |  |

| Communion – Ediție Super Deluxe (bonus tracks) |                                    |                                                   |             |         |  |
| Nr.                                            | Titlu                              | Autor(i)                                          | Producători | Lungime |  |
| 18.                                            | „Breathe”                          | Andrea Martin Ivan Matias Richard Bembery Mel-Man |             | 3:53    |  |
| 19.                                            | „Desire” (BBC Live Lounge Version) | Alexander Turkmen Goldsworthy Hull                |             |         |  |

| Communion – Ediție Super Deluxe (7" vinyl) |                                           |                               |               |         |  |
| Nr.                                        | Titlu                                     | Autor(i)                      | Producător(i) | Lungime |  |
| 1.                                         | „Eyes Shut” (Live in London)              | Alexander Turkmen Goldsworthy | Ralph Spencer |         |  |
| 2.                                         | „Don't Save Me” (BBC Live Lounge Version) | Haim (band)                   |               |         |  |